# Piktorialism

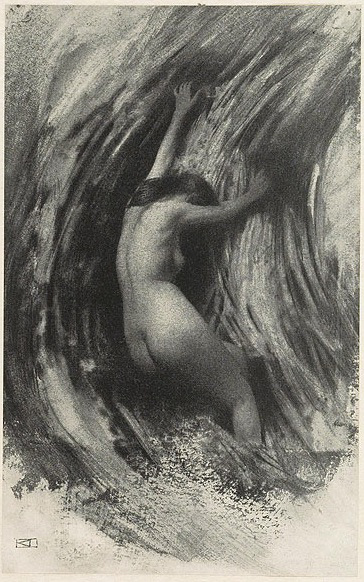
Robert Demachy, Struggle, 1904

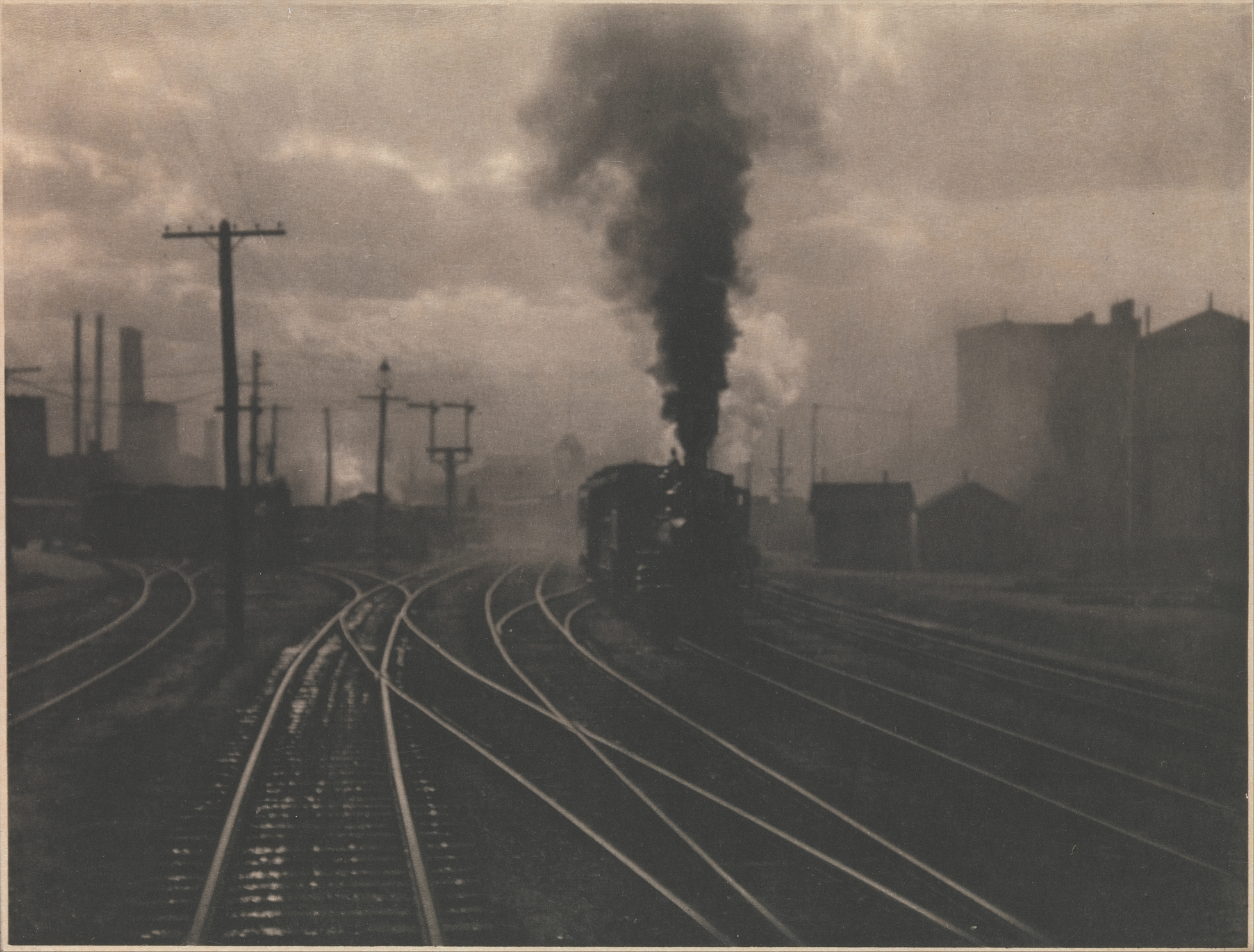
Alfred Stieglitz, The Hand of Man, 1902

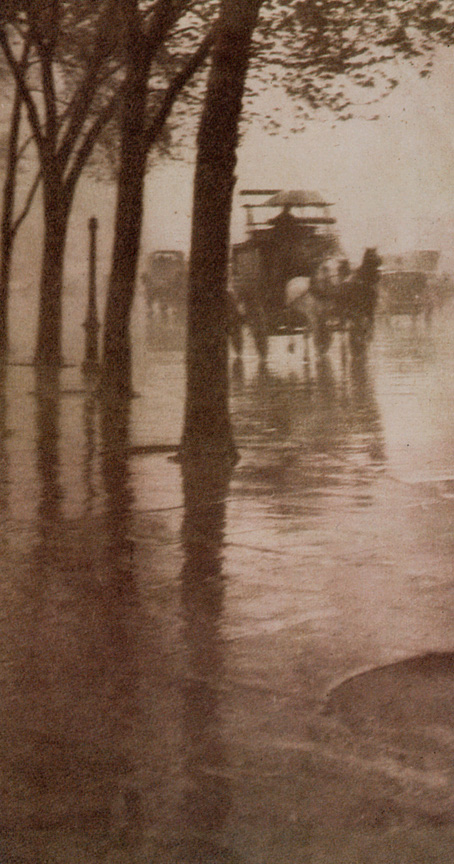
"Spring Showers, the Coach", Alfred Stieglitz, 1899-1900

Piktorialism var ett artistiskt manér att göra fotografier. Uttrycket användes allmänt av fotografer under sent 1800-tal och i början av 1900-talet. Det betecknade också ett antal grupper som organiserats för att föra fram konstnärliga fotografer och deras verk.

## Bakgrund
Redan under 1850-talet hade diskussionen om det konstnärliga inslaget i fotografi varit utbredd i Europa, särskilt i England. Kritiker och journalister som Elizabeth Eastlake, Oscar Rejlander och Peter Henry Emerson hade varit förespråkare för den konstnärliga nyttan med fotografi. Henry Peach Robinson gav 1869 ut sitt verk Pictorial Eﬀect in Photography, som gav tyngd åt fotografin som en självmedveten konstform och populariserade de väsentliga idéerna med piktorialism.
Piktorialism var en reaktion mot den mängd alldagliga och triviala fotografier som hade möjliggjorts av 1880-talets tekniska framsteg inom fotografin. Uppfinningar som underlättade fotograferandet, såsom den bärbara kameran för torrplåt, och sedan rullfilmen, likaväl som förbättrad optik och förbättrad kameradesign, gjorde fotograferandet åtkomligt för en större grupp av amatörer vars viktigaste syfte endast var att i bild bevara något. Utan att uppmärksamma eller bekymra sig för det estetiska i bilden hade amatörfotografernas arbeten ansetts som utan konstnärligt värde och hopplöst i avsaknad av personliga känslor.

## Piktorialismens teknik och estetik
Mycket likt de akademiska målarna och bildskapare som de efterliknande, klassificerade piktorialisterna sina verk i landskap, porträtt, stilleben, genrer och allegoriska scener. För att ansluta till 1900-talets konstnärliga tradition, försökte piktorialisterna ge gatufotograferandet en estetisk respekt, för att föra upp fotografiet till en status som sällsynta objekt som var värda att samla på och att inkludera amatörfotograferna i det hängivna arbetet med konst för konstens egen skull.
Piktorialisterna gjorde stora ansträngningar för att se en bild där en vanlig person inte såg något, och att i bilden lägga in en känslomässig betydelse. Av detta följde utmaningen att framställa fotografiet på ett sådant sätt att det kreativa idéerna klart framgick. För att åstadkomma unika objekt och undertrycka det mekaniska och fotografiets upprepningsbara källor, använde sig piktorialisterna av processer som inte var standardiserade, och till uppfinningsrika processer som byggde på hantverk och manipulationer. Liksom konstnärer – oljemålning eller akvarellmålning – använde fotograferna tekniker som gav en unik signatur åt deras verk och dolde den fotografiska informationen i bilden. Fotografiska detaljer undertrycktes med hjälp av mönstrade eller handgjorda papper på vilka det fotografiska originalet kunde suddas, skrapas eller på andra sätt bearbetas för hand. Handpålagda emulsioner av olika slag, pigment av platina, palladium och järnsalter, samt upprepade påförande av färgämnen, gjorde det möjligt att skapa ett rikt färgtonsområde som värdesattes av piktorialisterna. Det gav också varje fotografi en unik egenskap. Piktorialisternas bilder karakteriseras ofta av deras ljusbehandling. Framträdande ljuseffekter kunde vara överdrivna eller förändrade genom användning av linser med "softfokus", speciellt designade för att skapa en diffus effekt liknande den som fanns i impressionistiska målningar och akvareller.

## Piktorialismens spridning
Piktorialismen var en vitt spridd rörelse, särskilt i England och USA. Rörelsens rötter går tillbaka till 1887 då olika kameraklubbar för amatörer uppstod i östra USA. De ägnade sig åt att internationellt visa upp artistiska fotografier i en serie utställningar som fortsatte fram till 1894. Dessa populära klubbar med en bred bas av medlemmar försökte belysa det konstnärliga inslaget och utarbetade regler baserade på undervisningen i konstakademier. Desto viktigare var att de skapade en rad välbesökta och jurybedömda utställningar, vilka reste runt till städernas konstmuseum och gallerier. Utställningarna var betydelsefulla för att få fram en förståelse för piktorialismens estetik.
1891 bildade en grupp engelska piktorialistfotografer ”The Brotherhood of the Linked Ring” och gick ur ”The Photographic Society of London"  för att ägna sig åt estetiskt fotografi. De initierade 1894 den första London Salon of Photography. 1902, bildade Alfred Stieglitz en grupp som kallades The Photo-Secession som en följd av hans engagemang i New York Camera Club. Utställningar på Little Galleries of the Photo-Secession in New York liksom kritiska artiklar och reproduktioner av gravyrer i tidskriften Camera Work blev centralpunkten för den piktorialistiska rörelsen och modern konst fram till 1917, när effekterna av kriget ödelade dialogen i den konstnärliga rörelsen runt om i världen. Under 1920-talet fick piktorialismen ge plats för en ny estetik med skarpa optiska avbildningar och realistisk objektivitet, exemplifierad i arbeten av fotografer som  Edward Weston och Group f/64 i Kalifornien.
Så sent som på 1930-talet diskuterades piktorialismens teori i olika debatter av William Mortensen, men kameraklubbarnas utställningar och den piktorialistiska rörelsen hade sett sina bästa dagar. Intresset för piktorialismen lever dock kvar bland konstnärliga fotografer, särskilt tydligt är det när det gäller intresset att återuppliva vintage-processer, sådana som platinotypi, cyanotyp och gummitryck, för att åstadkomma stiliserade och unika konstnärliga bilder.